# Лагунака
Лагунака — населённый пункт в Татарском районе Новосибирской области. Входит в состав Новопервомайского сельсовета.

## Население
| 2002 | 2007 | 2010 |
| ---- | ---- | ---- |
| 67   | ↗70  | ↘56  |

## Инфраструктура
В населённом пункте по данным на 2007 год функционируют 1 учреждение здравоохранения и 1 учреждение образования.